# Тинтиш, Эмир
Эмир Тинтиш (тур. Emir Tintiş; род. 12 января 2004) — турецкий футболист, защитник клуба «Фатих Карагюмрюк».

## Клубная карьера
Тинтиш — воспитанник клубов «Бешикташ», «Эдирн Сиспор» и «Галатасарай». В 2022 году игрок подписал контракт с «Фатих Карагюмрюк». 7 августа в матче против «Аланьяспора» он дебютировал в турецкой Суперлиге.